# Avient Aviation
Avient Aviation war eine simbabwische Frachtfluggesellschaft mit Sitz in Harare, wo auch die Flotte registriert war. Die Inhaber betrieben die Fluggesellschaft jedoch aus Großbritannien.

## Flotte
Mit Stand Oktober 2013 bestand die Flotte der Avient Aviation aus drei Frachtflugzeugen:
- 3 McDonnell Douglas MD-11F (betrieben für AV Cargo Airlines)

## Zwischenfälle
- Am 28. November 2009 stürzte eine McDonnell Douglas MD-11F beim Start vom Flughafen Shanghai-Pudong ab. Drei der sieben Insassen kamen dabei ums Leben. Das Flugzeug mit dem Kennzeichen Z-BAV hatte Avient Aviation erst wenige Tage zuvor in Dienst gestellt (siehe auch Avient-Aviation-Flug 324).[2]